# Jorge Soler
Jorge Carlos Soler Castillo (né le 25 février 1992 à La Havane, Cuba) est un voltigeur des Marlins de Miami de la Ligue majeure de baseball. Lors de la Série mondiale 2021 qu'il remporte avec les Braves d'Atlanta, Soler est désigné joueur par excellence de la Série mondiale.

## Carrière

### Cuba
Jorge Soler s'aligne avec l'Équipe de Cuba de baseball qui remporte la médaille de bronze au Championnat du monde de baseball junior disputés à Thunder Bay au Canada en 2010. Il frappe pour,304 de moyenne au bâton avec une moyenne de présence sur les buts de ,500 durant la compétition, au cours de laquelle il termine 2e pour les buts-sur-balles, avec 9.
Après avoir tenté sans succès de fuir Cuba en 2011, Soler fait défection de l'île plus tard dans la même année et s'établit à Haïti. 

### Ligue majeure de baseball
En juin 2012, Jorge Soler signe un contrat de 30 millions de dollars US pour 9 ans avec les Cubs de Chicago de la Ligue majeure de baseball. Il débute immédiatement sa carrière professionnelle en ligues mineures de baseball avec un club-école des Cubs.
Avant la saison de baseball 2013, Jorge Soler se classe 34e sur la liste annuelle des 100 meilleurs joueurs d'avenir dressée par Baseball America.
Le 10 avril 2013, alors qu'il s'aligne avec les Cubs de Daytona, un club-école de niveau A+ des Cubs en Florida State League, Soler est expulsé d'un match pour s'être avancé vers l'abri des joueurs des Threshers de Clearwater et les avoir convié à une bagarre en les menaçant de son bâton,. L'incident lui vaut une suspension de 5 matchs. En 2013, il frappe pour ,281 de moyenne au bâton en 55 matchs pour Daytona, club champion de la Florida State League.
Soler fait ses débuts dans le baseball majeur avec les Cubs le 27 août 2014 à Cincinnati. À son premier passage au bâton dans les majeures, il claque un retentissant coup de circuit à 423 pieds du marbre contre le lanceur des Reds Mat Latos.